# Yiftah Ron-Tal

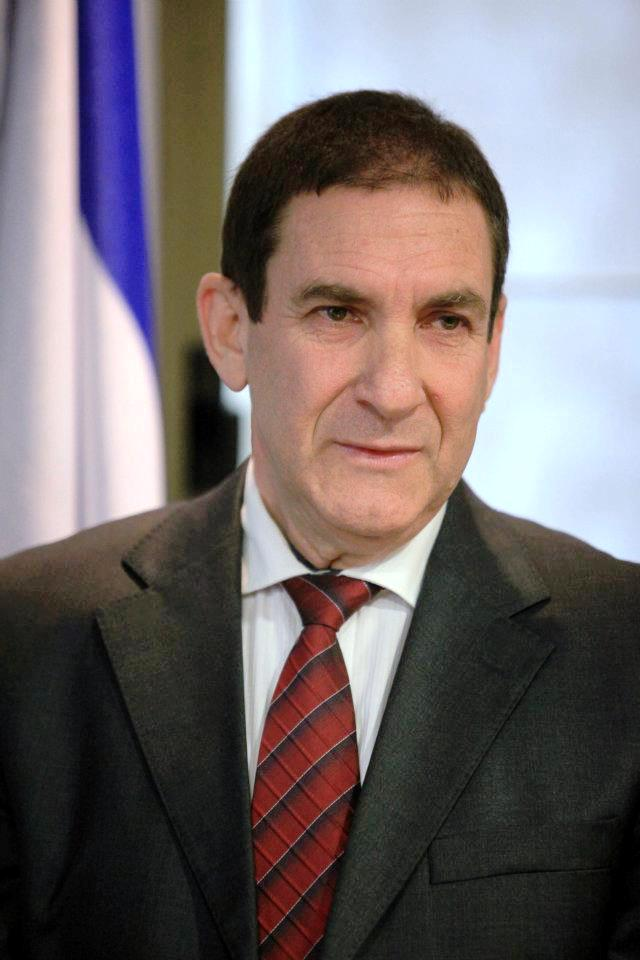
Yiftah Ron-Tal

Yiftah Ron-Tal (hebräisch יפתח רון-טל; * 1956) ist ein ehemaliger Generalmajor der israelischen Verteidigungsstreitkräfte.

## Leben
Er wurde in Netiv HaLamed-Heh, einem Kibbuz im Elah-Tal in Zentralisrael, geboren.
1974 wurde er zum israelischen Panzerkorps eingezogen und wurde Kommandeur des IDF-Bodentruppenkommandos.
Nach seinem Ausscheiden aus dem Militär leitete Ron-Tal die israelische Hafenbehörde und war ab 2011 Leiter der Israel Electric Corporation.

## Kontroversen
Er sagte öffentlich, Generalstabschef Dan Halutz solle die Verantwortung für die Fehlfunktionen im Krieg zwischen Israel und der Hisbollah übernehmen und die Konsequenzen tragen. Er deutete an, dass der israelische Premierminister Ehud Olmert dasselbe tun sollte.
„Diejenigen, die diesen Krieg geführt haben, müssen Verantwortung übernehmen“, sagte Ron-Tal im israelischen Radio. „Wir haben diesen Krieg nicht gewonnen, und es ist richtig, dass diejenigen, die ihn geführt haben, Verantwortung übernehmen.“
Er sagte außerdem, der Einsatz der IDF zur Evakuierung von Siedlern aus den israelischen Siedlungen im Gazastreifen im Jahr 2005 sei ein schwerer Fehler gewesen, da er die Kampffähigkeit der Armee erheblich beeinträchtigt habe. Nach diesen Äußerungen wurde er nach 33 Dienstjahren, zwei Monate vor seiner Pensionierung, aus der IDF entlassen. Die israelischen Medien berichteten jedoch, Ron-Tal habe vor seiner Entlassung ein Rücktrittsschreiben eingereicht.
Obwohl diese Äußerungen nicht die heftigsten seit dem Ende des Krieges zwischen Israel und der Hisbollah waren, wurde Ron-Tal dafür, dass er sie noch in Uniform geäußert hatte, scharf kritisiert. Obwohl Ron-Tal vor seinem Ausscheiden aus der Armee einen letzten Urlaub hatte, ist es aktiven Soldaten laut Befehl verboten, ohne Genehmigung der Sprechereinheit der IDF Interviews mit den Medien zu geben, insbesondere solche, die ihre Ansichten über Armee und Politik verurteilen. Er war der zweite General, der Halutz in Uniform wegen des Krieges kritisierte. Der erste war Ilan Harari.